# Konstmuseet Sinebrychoff

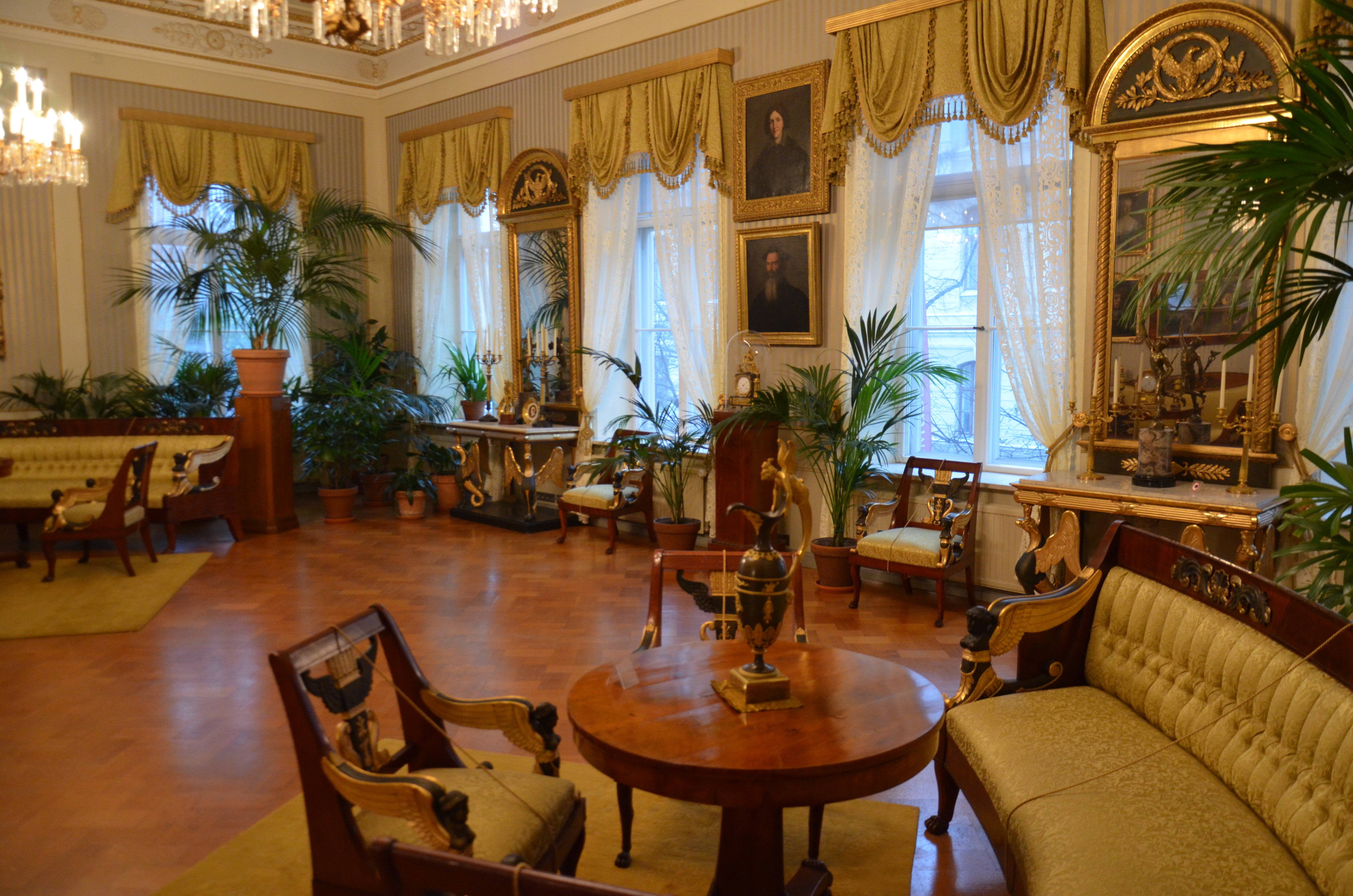
Hörnsalongen.

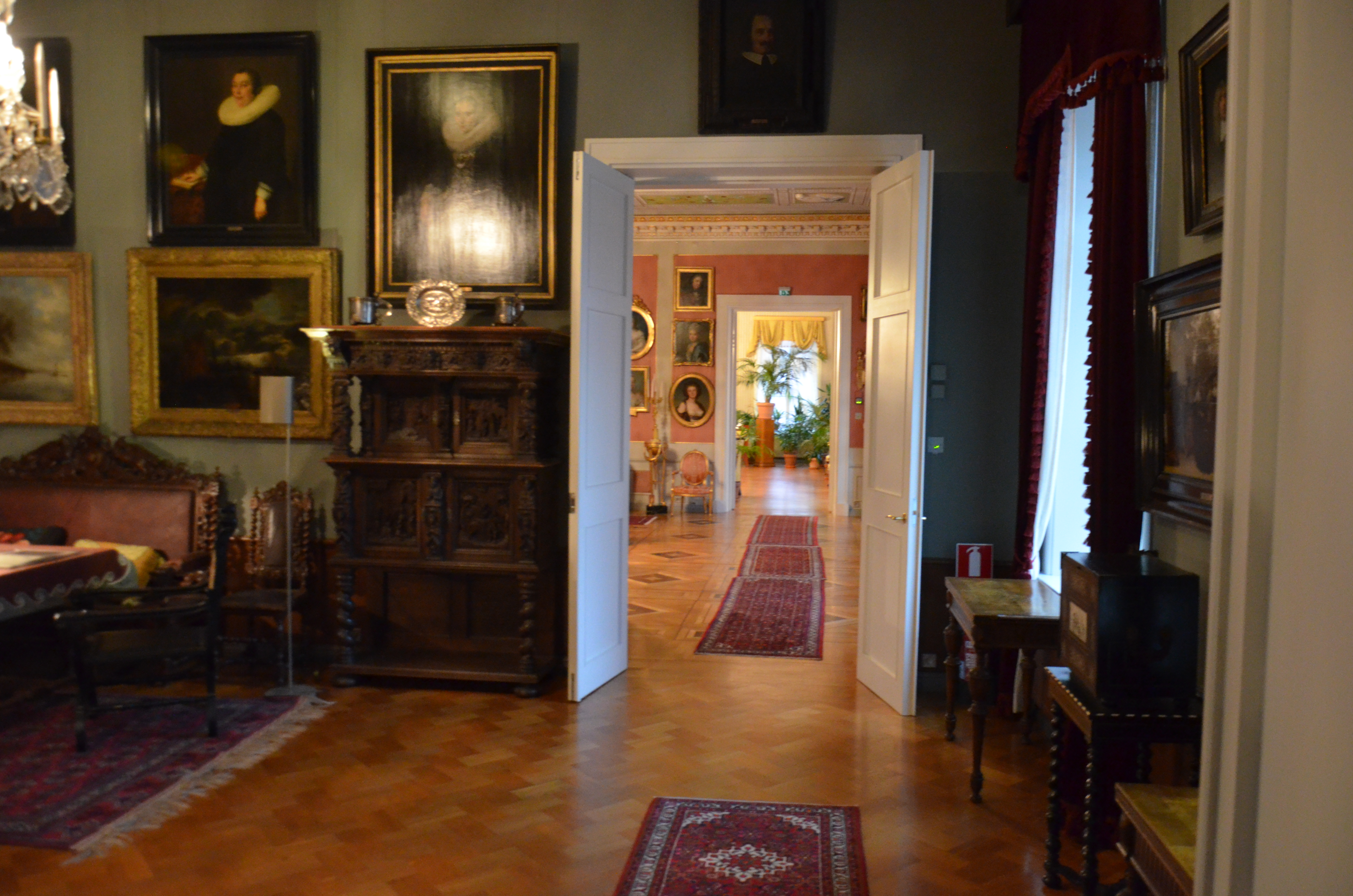
Rumsfil.

Konstmuseet Sinebrychoff  är ett finländskt statligt konstmuseum i Helsingfors, som ingår i Finlands Nationalgalleri tillsammans med Ateneum och Kiasma.
Konstmuseet Sinebrychoff ställer ut äldre utländsk konst i Paul och Fanny Sinebrychoffs restaurerade hemmiljö. Samlingarna omfattar europeisk konst från 1300-talet till början av 1800-talet. Det finns till exempel en samling med miniatyrmåleri som innehåller verk av Peter Adolf Hall.
Paul Sinebrychoff den yngre (1859-1917) och Fanny Sinebrychoff förvärvade en ansenlig konstsamling, testamenterad till den finländska staten 1921. 
Museet, som ligger i stadsdelen Rödbergen, uppfördes av affärsmannen Nikolaj Sinebrychoff, som var farbror till Paul Sinebrychoff, och färdigställdes 1842.
Konstmuseet Sinebrychoff ingår tillsammans med  Konstmuseet Ateneum, Museet för nutidskonst Kiasma och Centralarkivet för bildkonst i Finlands Nationalgalleri.

## Bildgalleri

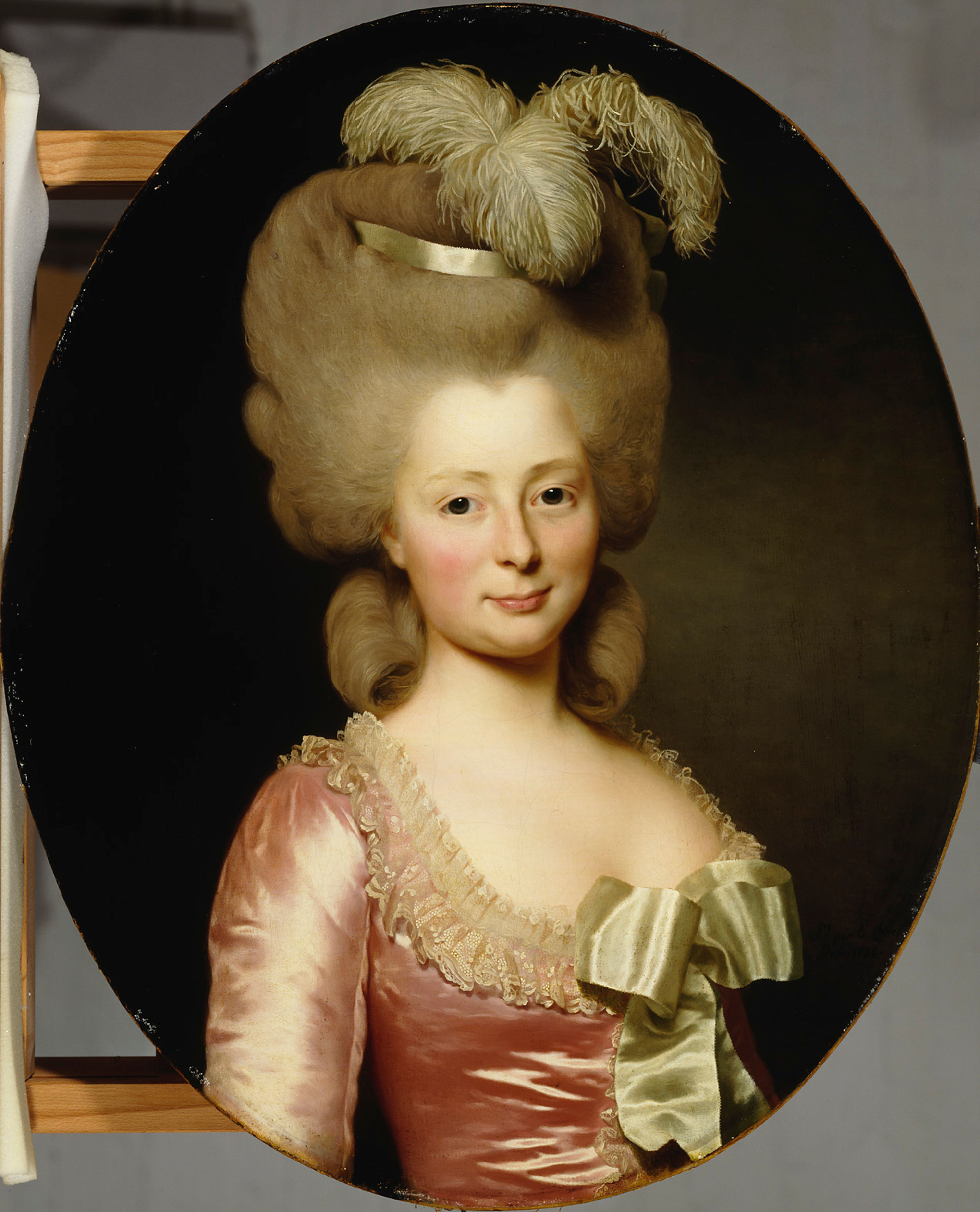
Kvinnoporträtt av Alexander Roslin, 1780.
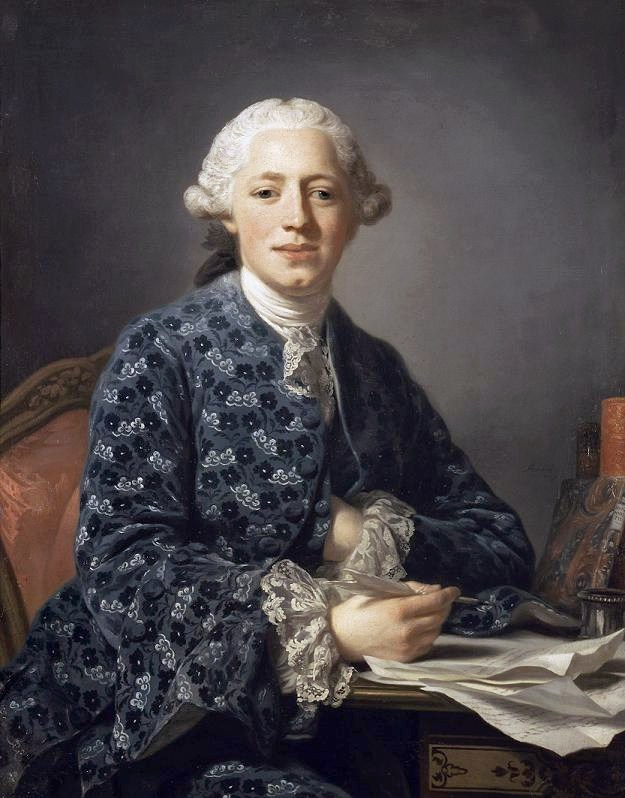
Thure Leonard Klinckowström (1735-1821) av Alexander Roslin.
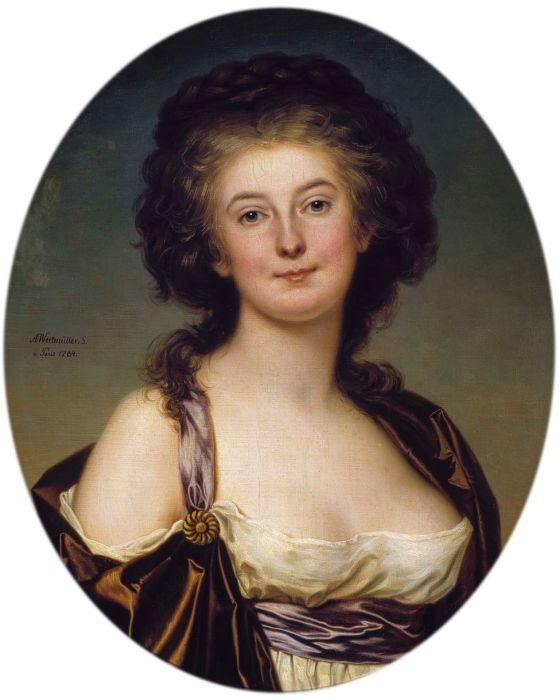
Fröken Charlotta Eckerman (1759-90), svensk operasångerska, av Adolf Ulrik Wertmüller.
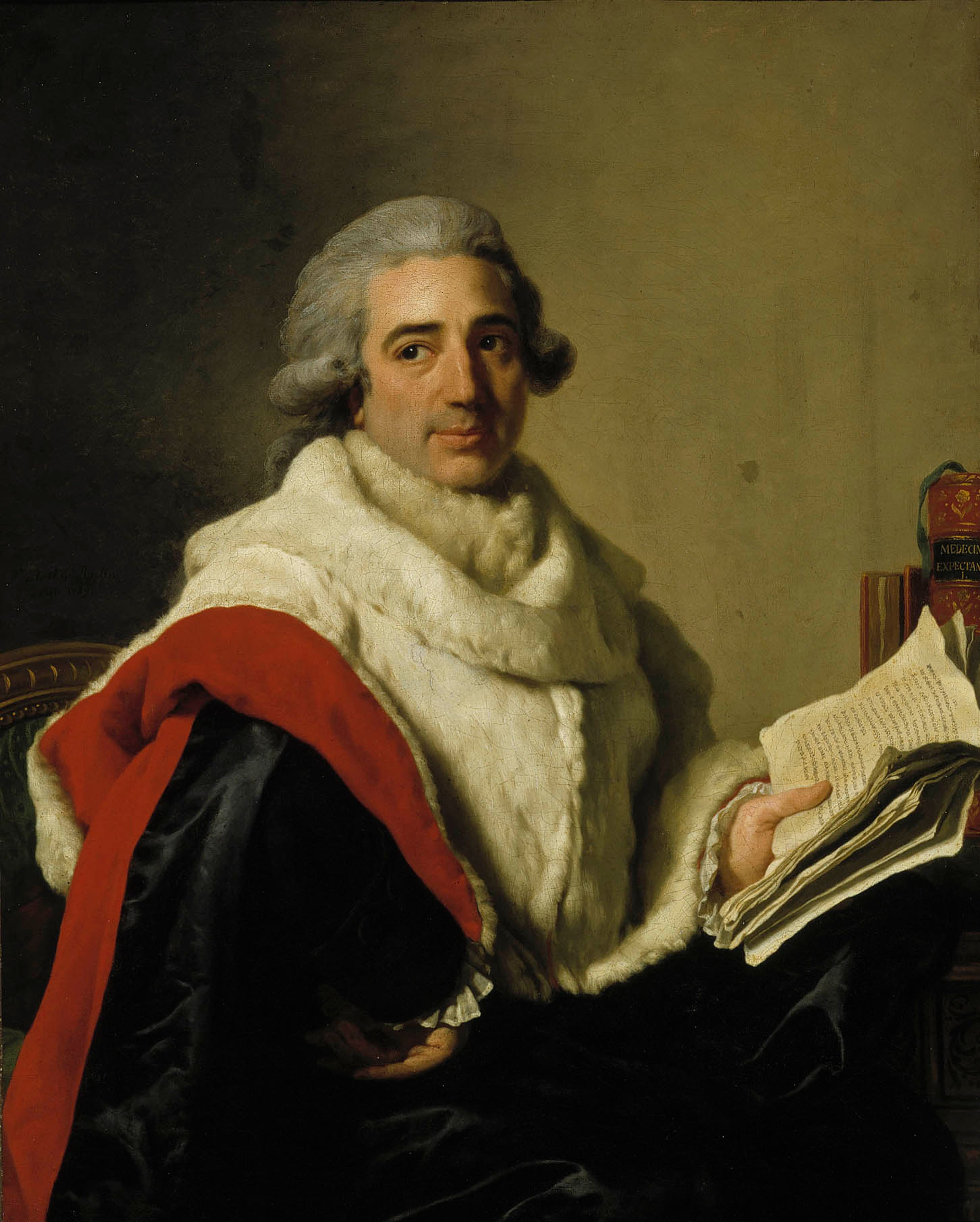
Jean Baptiste Eugène Du Mangin, 1789, av Alexander Roslin.